# Susan Solomon
Susan Solomon (Chicago, 1956) è una chimica statunitense, specializzata in chimica dell'atmosfera e lavora per la National Oceanic and Atmospheric Administration.
Solomon è stata una delle prime a proporre i clorofluorocarburi come la causa del buco dell'ozono sopra l'Antartide.
È membro della US National Academy of Sciences, dell'Accademia Europea delle Scienze e dell'Accademia francese delle scienze.

## Biografia

### Primi anni
Solomon iniziò ad interessarsi alla scienza da bambina guardando The Undersea World of Jacques Cousteau. Al liceo si classificò terza in un concorso scientifico nazionale, con un progetto per misurare la percentuale di ossigeno in una miscela di gas. Ha conseguito una laurea in chimica presso l'Illinois Institute of Technology nel 1977 di Chicago e ha ricevuto il suo Ph.D. in chimica presso la University of California, Berkeley nel 1981, dove si è specializzata in chimica dell'atmosfera.

### Matrimonio
Solomon ha sposato Barry Sidwell nel 1988.

### Lavoro
Dirige il Chemistry and Climate Processes Group della National Oceanic and Atmospheric Administration Chemical Sciences Division.

#### Il buco dell'ozono
Solomon fu scelta per condurre la National Ozone Expedition nel Canale McMurdo in Antartide per indagare sul buco nello strato di ozono nel 1986 e un'altra nel 1987. Il suo team scoprì nell'atmosfera più alti livelli di ossido di cloro del previsto, che erano stati emessi dai clorofluorocarburi. Dimostrò anche che i vulcani avrebbero potuto accelerare le reazioni causate da clorofluorocarburi, e quindi aumentare il danno allo strato di ozono. Il suo lavoro ha costituito la base del Protocollo di Montréal delle Nazioni Unite, un accordo internazionale per proteggere lo strato di ozono regolamentando le sostanze chimiche dannose.

#### Intergovernmental Panel on Climate Change
Solomon è stata uno dei co-presidenti del Gruppo di lavoro 1 dell'Intergovernmental Panel on Climate Change (IPCC).

## Opere
(EN) Susan Solomon, The Coldest March: Scott`s Fatal Antarctic Expedition, New Haven, Yale University Press, 2001, ISBN 0300089678..
Solomon narra la storia della spedizione Antartica effettuata nel 1912 dal capitano Robert Falcon Scott in particolare applicando il confronto dei moderni dati meteorologici con quelli registrati dalla spedizione di Scott nel tentativo di gettare nuova luce sui motivi della morte della squadra polare di Scott.

## Premi e riconoscimenti

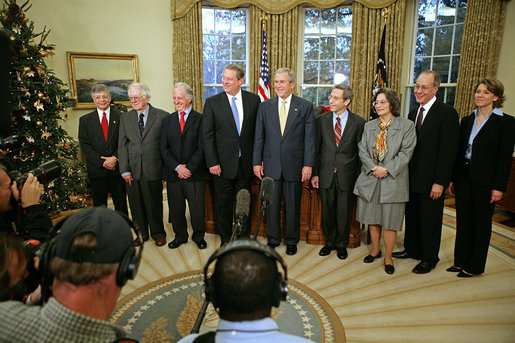
Il presidente Bush incontra, nello Studio Ovale, i vincitori statunitensi del Nobel 2007. Sono da sinistra: Harlan Watson, Oliver Smithies, Mario Capecchi, Al Gore, Eric Maskin, Susan Solomon, Roger Myerson e Sharon Hays.

- 2021 - Membro della Pontificia accademia delle scienze[6]
- 2009 - Volvo Environment Prize[7]
- 2008 - Great Medal of the Academy of Sciences of France[8]
- 2007 - Premio Nobel per la Pace (assieme ad Al Gore e tutti i membri del IPCC)[9]
- 2007 - William Bowie Medal[10]
- 2004 - Premio Blue Planet[11]
- 2000 - Carl-Gustaf Rossby Research Medal[12]
- 1999 - National Medal of Science[1][13]
- 1994 - Ad un ghiacciaio e a una sella nell'Antartide è stato dato il suo nome per onorarla[14]